# مليحان (البيضاء)

تعديل مصدري - تعديل

مليحان هي إحدى قرى عزلة ال اللبني بمديرية البيضاء التابعة لمحافظة البيضاء، بلغ تعداد سكانها 185 نسمة حسب تعداد اليمن لعام 2004.